# HMS Goathland (L27)
Le HMS Goathland (pennant number L27) est un destroyer d'escorte de classe Hunt de type III construit pour la Royal Navy pendant la Seconde Guerre mondiale

## Construction
Le Goathland est commandé le 28 juillet 1940 dans le cadre du programme d'urgence de la guerre de 1940 pour le chantier naval de Fairfield Shipbuilding and Engineering Company de Govan en Ecosse sous le numéro J1694. La pose de la quille est effectuée le 30 janvier 1941, le Goathland est lancé le 3 février 1942 et mis en service le 6 novembre 1942.
Il est parrainé par la communauté civile de Axbridge dans le Somerset pendant la campagne nationale du Warship Week (semaine des navires de guerre) en mars 1942.
Les navires de classe Hunt sont censés répondre au besoin de la Royal Navy d'avoir un grand nombre de petits navires de type destroyer capables à la fois d'escorter des convois et d'opérer avec la flotte. Les Hunt de type III se distinguent des navires précédents type I et II par l'ajout de 2 tubes lance-torpilles au milieu du navire. Pour compenser le poids des tubes lance-torpilles, seuls 2 supports de canons jumeaux de 4 pouces ont été installés, le canon en position "Y" a été retiré, le projecteur étant déplacé vers le pont arrière de l'abri en conséquence. Les Hunt de type III pouvaient être facilement identifiés car ils avaient une cheminée droite avec un sommet incliné et le mât n'avait pas de râteau. Quatorze d'entre eux ont vu leurs ailerons stabilisateurs retirés (ou non installés en premier lieu) et l'espace utilisé pour le mazout supplémentaire.
Le Hunt type III (comme le type II) mesure 80,54 m de longueur entre perpendiculaires et 85,34 m de longueur hors-tout. Le Maître-bau du navire mesure 9,60 m et le tirant d'eau est de 3,51 m. Le déplacement est de 1 070 t standard et de 1 510 t à pleine charge.
Deux chaudières Admiralty produisant de la vapeur à 2 100 kPa et à 327 °C alimentent des turbines à vapeur à engrenages simples Parsons qui entraînent deux arbres d'hélices, générant 19 000 chevaux (14 000 kW) à 380 tr/min. Cela donné une vitesse de 27 nœuds (50 km/h) au navire. 281 t de carburant sont transportés, ce qui donne un rayon d'action nominale de 2 560 milles marins (4 740 km) (bien qu'en service, son rayon d'action tombe à 1 550 milles marins (2 870 km)).
L'armement principal du navire est de quatre canons de 4 pouces QF Mk XVI (102 mm) à double usage (anti-navire et anti-aérien) sur trois supports doubles, avec un support avant et deux arrière. Un armement antiaérien rapproché supplémentaire est fourni par une monture avec des canons quadruple de 2 livres "pom-pom" MK.VII et trois  canons Oerlikon de 20 mm Mk. III montés dans les ailes du pont,. Jusqu'à 110 charges de profondeur pouvaient être transportées , avec deux goulottes de charge en profondeur et quatre lanceurs de charge en profondeur constituent l'armement anti-sous-marin du navire. Le radar de type 291 et de type 285 sont installés, de même qu'une sonar de type 128,. Le navire avait un effectif de 168 officiers et hommes,.

## Histoire

### Seconde guerre mondiale

#### 1943
Après des essais d'acceptation et sa mise en service, le Goathland se rend à Scapa Flow, où il rejoint la Home Fleet, pour continuer à être entièrement équipé. En janvier 1943, il est envoyé à Portsmouth et rejoint la 15e flotte de destroyers, qui effectue des patrouilles côtières et des escortes dans le détroit de la Manche et dans la zone des approches occidentales. Il est envoyé une fois pour traquer et intercepter sans succès un convoi ennemi, avec le navire marchand briseur de blocus Togo',.
Le 16 mars, le Goathland avec les destroyers Ashanti (F51) et HMS Douglas, les destroyers d'escorte Badsworth (L03), Eggesford (L15) et Whaddon (L45), le destroyer polonais ORP Krakowiak (L115) et les sloops Woodpecker (U08) et Wren (U26), font partie de l'escorte des convois combinés WS28/KMF11 vers l'océan Indien et Gibraltar. Il part avec le convoi KMF11 le 21 mars et se déplace vers la Méditerranée, à destination de Gibraltar, puis se détache du convoi pour retourner à Portsmouth.
Le Goathland poursuit ses activités de patrouille et d'escorte dans le détroit. Le 27 avril, le Goathland et son navire-jumeau (sister ship) Albrighton (L12) participent à une attaque contre un convoi ennemi, dont le navire marchand de blocus italien Butterfly, le Goathland subissant quelques dégâts du feu ennemi. Le 29 mai, alors qu'il escorte un convoi côtier au large de Portland, il rencontre les torpilleurs Schnellboote, puis avec le navire-jumeau Limbourne (L57) se heurte de nouveau aux torpilleurs ennemis Schnellboote le 3 septembre.
Afin de préparer l'opération Neptune, les opérations navales pendant le débarquement en Normandie, le Goathland est retiré de l'escadron et transformé en navire de commandement. Il part à Liverpool, qui fait partie du Rosyth Command, et est amélioré dans un chantier naval privé à Liverpool. Les améliorations comprennent l'ajout d'équipement de communication, un hébergement accru pour le personnel d'information et opérationnel de la Marine et de l'Air Force, le remplacement de la plate-forme d'artillerie antiaérienne à canon unique de 20 mm en double plate-forme supplémentaire et ajouter un deuxième canons de 2 livres QF "Pom-pom" à la proue pour défendre contre les bateaux Schnellboote.

#### 1944
Une fois la mise à niveau terminée, le Goathland est mis en service en février 1944 avant de se diriger vers Invergordon, en Écosse, en préparation pour le rôle d'un navire de commandement. il participe aux exercices à Burghead avec la 3e Division d'infanterie et les navires de la Force S, qui durent jusqu'en mars, avant de rejoindre la Force S à Portsmouth en avril. Les derniers préparatifs de la campagne terrestre sont imminents et le Goathland continue les exercices amphibies au large de Littlehampton et Brighton en collaboration avec la Force G et la Force J en mai,.
Le 3 juin, le Goathland rejoint le convoi militaire S2 à Spithead, pour se préparer à traverser le détroit de la Manche; toutefois, l'opération Overlord est retardée de 24 heures en raison du mauvais temps, la Force n'a navigué que de Spithead le 5 juin en direction de Sword Beach. Le 6 juin, il est présent au large de la zone de débarquement, dirigeant les opérations amphibies de la 8th Infantry Brigade (8e bridage d'infanterie), puis continue son commandement jusqu'au 17 juin pour le quartier général nouvellement formé sur le rivage. Il retourne à Spithead pour faire le ravitaillement en carburant avant de retourner sur les lieux de débarquement au large le 19 juin. Le destroyer détruit deux mines torpilles flottant dans la mer deux jours plus tard, puis retourne à Spithead. Le 22 juin, il transfère son commandement, puis se charge de patrouiller dans la zone d'attaque à l'Est de la Normandie,.
Le 3 juillet, alors qu'il patrouille avec son navire-jumeau Bleasdale (L50), le Goathland sauve un pilote allemand abattu et transfère le prisonnier à l'US Navy lors de son retour à Spithead le lendemain. Il poursuit son rôle de patrouille et de recherche et sauvetage à l'Est de la zone d'attaque jusqu'au 24 juillet, date à laquelle il est touché par des torpilles et subti de graves dommages structurels. L'arbre à hélice est endommagé, tout comme la turbine et le générateur et est remorqué en Angleterre.
Les réparations du Goathland sont effectuées au minimum pour permettre au navire de se déplacer seul. En raison de la réparation approfondie de ses dommages, qui doit prendre du temps et des ressources, le navire est abandonné à Portsmouth tandis que l'équipage est transféré sur de nouveaux navires. Puis, il est livré sur la Clyde en octobre.

### Après-guerre
Après la fin de la guerre, le Goathland est inscrit sur la liste de destruction après la fin des hostilités avec le Japon et vendu à BISCO pour démolition par West of Scotland à Troon. Le navire arrive en remorque au chantier du démolisseur à Troon, dans l'Ayrshire en février 1946.

### Honneurs de bataille
- ATLANTIC 1943
- ENGLISH CHANNEL 1943
- NORTH SEA 1944
- NORMANDY 1944

### Commandement
- Lieutenant Commander (Lt.Cdr.) Edward Nigel Pumphrey (RN) du 8 septembre 1942 au 25 octobre 1943
- Lieutenant (Lt.) Breon George Buckle Bordes (RN) du 25 octobre 1943 à mi 1944